# Calliandra foliolosa
Calliandra foliolosa är en ärtväxtart som beskrevs av George Bentham. Calliandra foliolosa ingår i släktet Calliandra och familjen ärtväxter. Inga underarter finns listade i Catalogue of Life.